# HNK Krka Lozovac
HNK Krka je nogometni klub iz Lozovca.

## Povijest
HNK Krka je osnovan 2004. godine na temeljima starog kluba NK "Aluminij". Trenutačno se natječe u 4. HNL – Jug A.

## Naslovi
- Prvaci 4. HNL lige jug sezone 2010./'11.
- Osvojili si Županijski kup 2011. pobjedom 2:1 protiv trećeligaša Zagore iz Unešića (stadion Šubićevac)
- U finalu Županijskog kupa 2009./10. izgubili su od nogometaša Zagore na penale 10:9 (2:2)
- Sezona 2009./10. u 4. HNL završena na 3. mjestu
- Igrali pretkolo Hrvatskog nogometnog kupa 2009. protiv NK Plitvica iz Gojanca (pobjeda gostiju 1:0)
- Pobjednici Kupa Šibensko-kninske županije sezone 2008./09.
- Osvajači prvenstva Šibensko-kninske županije sezone 2007./08.

## Poznati igrači i treneri
- Zoran Slavica, trener[1]